# 13850 Ерман
13850 Ерман (13850 Erman) — астероїд головного поясу, відкритий 7 грудня 1999 року.
Тіссеранів параметр щодо Юпітера — 3,616.